# Dumbrava (gmina Cornu Luncii)
Dumbrava – wieś w Rumunii, w okręgu Suczawa, w gminie Cornu Luncii. W 2011 roku liczyła 532 mieszkańców.